# ベラフィア島
ベラフィア島（マダガスカル語、Nosy Berafia）とは、アフリカ大陸の東のインド洋上、マダガスカル島北端部のすぐ西に存在する小さな島の1つである。

## 地理
ベラフィア島の面積は約25 km2である

。
島には南緯14度線が通っている。なお経度は、東経47度48分付近であり、この場所はマダガスカル北西部のマハザンガ州に属している

。
かつて島の南部ではコーヒー、コショウ、イランイランなどの栽培がプランテーションの形で行われてきたものの、20世紀前半に、そのほとんどが放棄された

。
この島はHassanaly家によって所有されており、西海岸に形成されている島内最大の集落には、個人所有の島であることを示す古い金属製の看板が立てられている

。